# Легитимитет НАТО бомбардовања Југославије
По међународном праву легитимитет НАТО бомбардовања Савезне Републике Југославије 1999. године озбиљно је доведен у питање. Повеља УН је темељни правни документ Уједињених нација и представља камен темељац јавног међународног права који регулише употребу силе између држава. Чланице НАТО такође подлежу Северноатлантском споразуму.
Критичари бомбардовања су тврдили да је кампања прекршила међународно право.
Присталице НАТО бомбардовања Југославије су тврдиле да је бомбардовање окончало етничко чишћење косовског албанског становништва и да је убрзало пад владе Слободана Милошевића, за коју су сматрали да је одговорна за међународну изолацију Југославије, ратне злочине и кршење људских права. Други међутим тврде да је НАТО покренуо или убрзао етничко чишћење на Косову пошто је насиље ескалирало када је кампања почела.

## Правна оправданост покретања рата
Закони међународног јавног права који одређују да ли је покретање рата правно оправдано називају се jus ad bellum.

### НАТО аргумент за легитимитет бомбардовања
НАТО је описао услове на Косову као ризик по регионалну стабилност. НАТО и одређене владе су тврдиле да имају легитиман интерес за дешавања на Косову, због њиховог утицаја на стабилност целог региона, што је, како су тврдили, легитимна брига Организације.

### Повеља УН
Повеља УН је правно обавезујућа за све државе чланице Уједињених нација, укључујући све чланице НАТО-а, јер је свака од њих потписала. Члан 2(4) Повеље УН забрањује употребу силе од стране држава чланица УН за решавање спорова, али са два посебна изузетка од ове опште забране:
1. Први изузетак је наведен у поглављу 7 -- Савет безбедности УН има овлашћење да одобри употребу силе како би испунио своју одговорност за одржавање међународног мира и безбедности. Конкретно, члан 42 каже да уколико Савет безбедности сматра да би мере предвиђене чланом 41 биле неадекватне или да су се показале неадекватне, он може предузети такве мере ваздушним, морским или копненим снагама које могу бити неопходне за одржавање или обнављање међународни мир и безбедност. Таква акција може укључивати демонстрације, блокаду и друге операције ваздушних, морских или копнених снага чланица Уједињених нација.
2. Члан 51 садржи други посебан изузетак од забране употребе силе – право на самоодбрану. Посебно, члан 51 каже да ништа у овој повељи неће нарушити инхерентно право на индивидуалну или колективну самоодбрану ако дође до оружаног напада на чланицу Уједињених нација, све док Савет безбедности не предузме мере неопходне за одржавање међународног мира и безбедност.
НАТО није имао подршку Савета безбедности Уједињених нација да употреби силу у Југославији. Даље, НАТО није тврдио да се догодио оружани напад на другу државу. Међутим, њени заговорници тврде да су акције НАТО-а биле у складу са Повељом Уједињених нација јер Повеља УН забрањује ничим изазване нападе само од стране појединачних држава. Главно правно питање, међутим, остаје, пошто НАТО као такав није држава чланица УН, да ли су државе чланице НАТО-а, Сједињене Државе и европске силе које су послале оружане снаге у напад у оквиру НАТО бомбардовања прекршиле Повељу УН нападом на другу државу чланицу УН: (1) у одсуству овлашћења Савета безбедности УН, и (2) у одсуству напада или претње непосредног напада на њих.
Уједињене нације сматрају да је НАТО „регионални аранжман“ према члану 52 УН, који му омогућава да се бави питањима која се односе на одржавање међународног мира и безбедности која су одговарајућа за регионалну акцију под условом да су такви аранжмани или агенције и њихове активности конзистентне са циљевима и принципима Уједињених нација. Међутим, политика УН-а о војној интервенцији путем регионалних аранжмана у члану 53 УН-а наводи да Савет безбедности може, где је то прикладно, „користити такве регионалне аранжмане за принудне мере под својом надлежношћу. Међутим, никакве радње извршења неће бити предузете у складу са регионалним аранжманима или од стране регионалних агенција без овлашћења Савета безбедности."

### Повеља НАТО-а
Пошто су акције НАТО-а на Косову предузете након консултација са свим чланицама, одобрене на гласању у НАТО-у и предузете од стране неколико чланица НАТО-а, НАТО тврди да су његове акције биле у складу са његовом повељом. Члан 4, међутим, не говори о употреби силе и не говори под којим околностима се сила може одобрити.
Члан 5. повеље НАТО-а позива чланице НАТО-а да одговоре у међусобној одбрани када је било која чланица НАТО-а нападнута. Нејасно је да ли се снаге према повељи НАТО-а могу користити у одсуству таквог напада. Члан 5 је протумачен као ограничавање употребе силе од стране НАТО-а на ситуације када је чланица НАТО-а нападнута. Стога се тврдило да су акције НАТО-а биле у супротности са повељом НАТО-а.

### Међународна критика НАТО акција

#### Кофи Анан
Генерални секретар УН-а Кофи Анан је у принципу подржао интервенцију, рекавши да "постоје случајеви када употреба силе може бити легитимна у потрази за миром", али је био критичан према једностраној акцији НАТО-а. Он је тврдио да „према Повељи [УН] Савет безбедности има примарну одговорност за одржавање међународног мира и безбедности – и то је експлицитно признато у Северноатлантском споразуму. Стога би Савет требало да буде укључен у сваку одлуку да се прибегне употреби силе.“ 

#### Покушај Русије да оконча бомбардовање
На дан почетка бомбардовања, Русија је позвала да се састане Савет безбедности УН како би размотрио „изузетно опасну ситуацију изазвану једностраном војном акцијом Организације Северноатлантског пакта (НАТО) против Савезне Републике Југославије“. Међутим, поражен је нацрт резолуције, који су заједно поднеле Русија, Белорусија и Индија, којом се захтева „тренутни прекид употребе силе против Савезне Републике Југославије“. Међу 15 земаља Савета безбедности УН, три гласа су била за (Русија, Кина и Намибија) и дванаест против, без уздржаних. Аргентина, Бахреин, Бразил, Габон, Гамбија, Малезија и Словенија, као и САД, Британија, Француска, Канада и Холандија су гласале против.
Одбијање руске осуде представљало је политичку, али не и правну подршку интервенцији НАТО-а. Након завршетка рата Кумановским споразумом и престанка бомбардовања, неки су тврдили да је стварање Мисије привремене администрације УН на Косову (УНМИК), 10. јуна 1999. године, Резолуцијом Савета безбедности 1244 (1999), представљало законску ратификацију пост фестум (након догађаја).

#### Муамер Гадафи
Једна од ретких земаља која је у потпуности подржала југословенску владу током НАТО бомбардовања Југославије била је она Либија под Гадафијем. Ово пријатељство између Либије и Југославије датира из давних времена, пошто је Гадафи одржавао блиске односе са Јосипом Брозом Титом. У свом говору у Генералној скупштини Уједињених нација 2009. године, Гадафи је оштро осудио интервенцију у Југославији, заједно са ранијим америчким интервенцијама у Гренади и Панами. Подршка Либије Југославији током 1990-их довела је до тога да многи у Србији подржавају Гадафијеву владу током Првог либијског грађанског рата 2011. године, при чему су многи Срби повлачили паралеле између НАТО интервенције у Либији 2011. и сопственог искуства Србије са НАТО интервенцијом.

## Хуманитарни рат
Кампања бомбардовања се понекад назива "хуманитарним ратом" или случајем " хуманитарне интервенције".   Део оправдања НАТО-а за бомбардовање био је окончање хуманитарне кризе која је укључивала велики одлив избеглица косовских Албанаца који су изазвале југословенске снаге.  У априлу 1999. развој ове хуманитарне кризе, као и оптужбе за геноцид, користили су креатори политике у Сједињеним Државама и Европи да правно оправдају кампању на основу „хуманитарног права“, дозвољавајући интервенцију тамо где је велика кршења људских права су обимних размера. Организације за људска права и појединци били су подељени у кампањи, с обзиром да је позивање на људска права и хуманитарно право искоришћено за покретање рата. Штавише, они су изразили сумњу у кампању с обзиром да је погоршала насиље над косовским Албанцима.  Критичари кампање су користили израз „хуманитарно бомбардовање“ на ироничан начин како би показали своју подсмех.
Неки новинари су тврдили да се хуманитарна ситуација погоршала након почетка кампање бомбардовања, чиме се доводи у питање наведени циљ који је поставио НАТО. Пишући за Вашингтон пост, Кристофер Лејн и Бенџамин Шварц изнели су мишљење о тврдњи америчког председника Била Клинтона да је кампања зауставила „намерне, систематске напоре у геноциду” тврдећи да су пре бомбардовања биле усмерене „бруталне операције” Војске Југославије на искорењивање Ослободилачке војске Косова, а не на протеривање албанског становништва, што се догодило тек након тога, тврдећи да је „бомбардовање НАТО-а предвођено САД изазвало саму хуманитарну кризу за коју је администрација тврдила да је интервенисала да би зауставила“. Александер Коберн из Лос Анђелес Тајмса написао је да је „алтернативна процена да је НАТО бомбардовање у великој мери криво за протеривање и убиства“ косовских Албанаца, јер се пре тога Војска Југославије „понашала са бруталношћу типичном за безбедносне снаге“. На 10. годишњицу кампање бомбардовања, Ијан Банкрофт је написао у Гардијану: „Иако оправдано очигледно хуманитарним разматрањима, НАТО бомбардовање Србије успело је само да ескалира косовску кризу у хуманитарну катастрофу потпуног размера“; позивајући се на послератни извештај који је објавила Организација за европску безбедност и сарадњу, он је закључио да је „широко признато да се највећи део етничког чишћења и ратних злочина догодио након почетка [НАТО] кампање“.

## Законитост ратног понашања
Поред горе поменутог питања правне оправданости покретања рата против Југославије, кампања НАТО бомбардовања је критикована због прекорачења граница законитог ратног понашања према међународном хуманитарном праву, као што су Женевске конвенције.

### Ноам Чомски
Ноам Чомски је такође био веома критичан према кампањи НАТО-а и посебно према њеном ваздушном бомбардовању, где су поред војних циљева бомбардована јавна предузећа. Чомски је тврдио да је главни циљ НАТО интервенције био да се СР Југославија интегрише у западни неолиберални друштвени и економски систем, пошто је то била једина земља у региону која је пркосила западној хегемонији пре 1999. године. Он је бомбардовање Радио телевизије Србије описао као терористички чин.